# Veľkrop
Veľkrop es un municipio del distrito de Stropkov en la región de Prešov, Eslovaquia, con una población estimada a final del año 2024 de 231 habitantes.
Se encuentra ubicado al noreste de la región, cerca del río Ondava (cuenca hidrográfica del río Tisza) y de la frontera con  Polonia.

## Demografía
| Año        | 1994 | 2004    | 2014    | 2024    |
| ---------- | ---- | ------- | ------- | ------- |
| Población  | 220  | 221     | 222     | 231     |
| Diferencia |      | +0,45 % | +0,45 % | +4,05 % |

| Año        | 2023 | 2024    |
| ---------- | ---- | ------- |
| Población  | 230  | 231     |
| Diferencia |      | +0,43 % |